# Brexpiprazolo
Il brexpiprazolo è un composto chimico di formula C25H27N3O2S che in condizioni normali si presenta come cristalli o polvere cristallina di colore bianco/biancastro.

## Storia
Il brexpiprazolo è stato approvato per uso medico negli Stati Uniti nel 2015 e in Europa nel 2018. Non è disponibile nel Regno Unito a partire dal 2022.

## Caratteristiche strutturali e fisiche
Il brexiprazolo è una N-arilpiperazina, un derivato del chinolone, che a differenza dell'aripiprazolo presenta un anello tiofenico aggiuntivo.
La sua massa monoisotopica è pari a 433,18240 Da, mentre la superficie polare è pari a 73,1 Å².
La molecola presenta:
- un donatore di legami a idrogeno
- 5 accettori di legami a idrogeno
- 7 legami ruotabili
- 31 atomi pesanti

La polarizzabilità del composto è pari a 50,1 ± 0,5 *10⁻²⁴ cm³. La sua pressione di vapore si attesta a 0,0 ± 2,1 mmHg a 25°C. L'entalpia di vaporizzazione è pari a 99,1 ± 3,0 kJ/mol. La rifrattività molare del brexiprazolo è pari a 126,3 ± 0,3 cm³. Il volume molare è pari a 348,0 ± 3,0 cm³.

## Reattività e caratteristiche chimiche
Il composto si comporta come una base di Bronsted. La sua solubilità in acqua è inferiore a 1 mg/mL, mentre nel DMSO è pari a 85 mg/mL.
Del composto sono disponibili i seguenti spettri analitici:
- spettro FTIR[9]
- spettro ATR-IR[10]
- spettro Raman[11]

## Farmacologia e Tossicologia
Il farmaco viene somministrato per via orale con o senza cibo.

### Farmacocinetica

#### Assorbimento
Brexpiprazolo viene assorbito dopo la somministrazione della compressa, con le concentrazioni plasmatiche di picco che appaiono entro 4,0 ore dopo somministrazioni di dosi singole.
La biodisponibilità orale assoluta della formulazione in compresse è del 95,1 %. Le concentrazioni allo stato stazionario sono raggiunte in un periodo da 10 giorni a 12 giorni di somministrazione.
La somministrazione di una compressa da 4 mg di brexpiprazolo con un pasto iperlipidico standard non ha influenzato in modo significativo la Cmax o l’AUC di brexpiprazolo.
Dopo la somministrazione a dose singola e multipla una volta al giorno, l’esposizione a brexpiprazolo aumenta in proporzione alla dose somministrata.
Secondo gli studi in vivo, brexpiprazolo non è un substrato e neppure un inibitore dei trasportatori dell’efflusso.

#### Distribuzione
Il volume di distribuzione dopo la somministrazione endovenosa è alto (1,56 L/kg ± 0,418 L/kg), cosa che indica una distribuzione extravascolare. Brexpiprazolo è fortemente legato alle proteine plasmatiche (oltre il 99 %), ovvero all’albumina serica e all’α1-glicoproteina acida, e il suo legame proteico non è influenzato dalla compromissione renale o epatica.
Secondo i risultati degli studi in vitro, il legame proteico non è influenzato da warfarin, diazepam e digitossina.

#### Metabolismo
Il brexpiprazolo viene metabolizzato prevalentemente mediante CYP3A4 e CYP2D6.

#### Eliminazione
Dopo una singola dose orale di brexpiprazolo marcato con [14C], circa il 24,6% e il 46% della radioattività somministrata veniva recuperata nell’urina e nelle feci, rispettivamente.
Meno dell’1% di brexpiprazolo invariato è stato escreto nell’urina, mentre circa il 14% della dose orale è stato recuperato invariato nelle feci. La clearance orale apparente della compressa di brexpiprazolo dopo somministrazione unica giornaliera è pari a 19,8 (± 11,4) mL/h/kg.
Dopo somministrazione multipla di brexpiprazolo una volta al giorno, l’emivita di eliminazione terminale di brexpiprazolo e del suo principale metabolita, DM-3411, è pari a 91,4 ore e a 85,7 ore, rispettivamente.

### Farmacodinamica
Il brexpiprazolo è un agente antipsicotico atipico usato per alleviare i sintomi di malattie psichiatriche come deficit cognitivi e sintomi affettivi.
Si ritiene che l'attività farmacologica del composto sia mediata da un’attività modulatoria sui sistemi della serotonina e della dopamina che combina l’attività di agonista parziale sui recettori serotoninergici 5-HT1A e dopaminergici D2 con l’attività di antagonista sui recettori serotoninergici 5-HT2A, con simili elevate affinità su tutti questi recettori (Ki: da 0,1 nM a 0,5 nM).
Brexpiprazolo mostra inoltre un’attività di antagonista sui recettori α1B/2C noradrenergici con affinità nello stesso range sub-nanomolare di Ki (Ki: da 0,2 nM a 0,6 nM).

## Effetti del composto e usi clinici
Venduto con il marchio Rxulti, è indicato per il trattamento della schizofrenia negli adulti.

## Controindicazioni
Il farmaco è controindicato in caso d'ipersensibilità al principio attivo o ad uno qualsiasi degli eccipienti.

### Fertilità, gravidanza e allattamento
I dati relativi all’uso del medicinale in donne in gravidanza non esistono o sono in numero limitato. Non è noto se brexpiprazolo/metaboliti siano escreti nel latte materno. Non è stato valutato l’effetto di brexpiprazolo sulla fertilità umana.

## Effetti collaterali
Le reazioni avverse più spesso osservate sono state acatisia (5,6 %) e aumento ponderale (3,9 %). Vengono inoltre riportate:
- molto comuni: aumento della prolattina ematica
- comuni: eruzioni cutanee, capogiro, tremore, sedazione, diarrea, nausea, dolore addominale superiore, dolore dorsale, dolore a un arto, aumento della creatina fosfochinasi ematica
- non comuni: angioedema, orticaria, tumefazione del viso, tentato suicidio, pensieri suicidi, parkinsonismo, tromboembolia venosa, ipotensione ortostatica, tosse, carie, flatulenza, mialgia, aumento della pressione arteriosa, aumento dei trigliceridi ematici, aumento degli enzimi epatici

## Interazioni
La co-somministrazione di ketoconazolo e brebrexpiprazolo porta ad un aumento del 97% dell'AUC senza però variazioni della Cmax.
La co-somministrazione di rifampicina e brexpiprazolo ha determinato una diminuzione approssimativa rispettivamente del 31 % nella Cmax e del 73 % nella AUC di brexpiprazolo.
La co-somministrazione di brexpiprazolo con la chinidina porta a un aumento dell’AUC di brexpiprazolo del 94 % senza variazioni della Cmax.
In base ai risultati degli studi in vitro, è improbabile che brexpiprazolo determini interazioni farmacocinetiche clinicamente importanti con i medicinali metabolizzati dagli enzimi del citocromo P450.
Brexpiprazolo non influisce sull’assorbimento dei medicinali che sono substrati del trasportatore della proteina di resistenza del carcinoma mammario (BCRP, Breast Cancer Resistance Protein) e del trasportatore della glicoproteina P (P-gp).
Si deve prestare particolare cautela se viene somministrato insieme a medicinali noti per causare il prolungamento dell’intervallo QT (es. moxifloxacina) o squilibrio elettrolitico (es. diuretici come furosemide, bendroflumetiazide).
Se viene somministrato insieme a medicinali noti per aumentare la creatina fosfochinasi (CPK), ad esempio statine come simvastatina, deve essere valutato il possibile effetto additivo con l’aumento della CPK indotto da brexpiprazolo.

## Impatto ambientale
Brexpiprazolo è molto persistente e molto bioaccumulabile ma non è tossico per l’ambiente. La possibile aggiunta di brexpiprazolo nelle catene alimentari terrestri potrebbe costituire un problema.